# ماعز الأنجلونوبيان
ماعز الأنجلونوبيان هي سلالة ماعز محلية. تم الوصول إلى هذه السلالة في بريطانيا، وذلك عن طريق اندماج سلالتين من ماعز الشرق الأوسط وشمال أفريقيا. خصائصها المميزة تتمثل في آذانها الطويلة المدلاة، والأنف الروماني. نظرا لأصولها الشرق أوسطية، اكتسب السلالة قدرة علي العيش في المناطق شديدة الحرارة، كما أن موسم تزاوجها أصبح أطول من السلالات الأخرى. باعتبارها سلالة حلوب أو سلالة ثنائية الإنتاج، تعرف السلالة باحتواء حليبها على نسبة عالية من زبد الحليب، وذلك رغما عن أن متوسط إنتاجها يقل عن سلالات آخري.

## النشأة
ترجع نشأة هذه السلالة إلى إنجلترا، وهي هجين الماعز الإنجليزي القديم مع ذكور الماعز الزرايبي والنوبي المستورد من كل من الهند وروسيا ومصر. أعيد تصدير السلالة الناتجة لأغلب دول العالم انطلاقا من إنجلترا، وتسمى في الولايات المتحدة بالسلالة النوبية اختصارا.
سلالة نشات بخلط الماعز النوبي المصري مع الجمنباري الهندي وهي تشبة الماعز الزرايبي المصري في الشكل الانها اكبرحجما ويصل التيس60كج والعنزة 40-35كج وانتاجها من اللبن يصل700كج في الموسم الواحد